# Gare d'Orp
La gare d’Orp est une gare ferroviaire belge, fermée, de la 147, de Tamines à Landen située à Orp-le-Grand, section de la commune belge d'Orp-Jauche, en Région wallonne dans la province du Brabant wallon.

## Situation ferroviaire
La gare de Jauche était établie au point kilométrique (PK) 50,3 de la ligne 147, de Tamines à Landen, via Fleurus et Gembloux entre les gares de Jauche et de Maret.

## Histoire
La ligne de Tamines à Landen ainsi qu'une seconde, jamais construite en l'état, reliant Groenendael à Waterloo et Nivelles, sont concédées en 1854 à la Grande compagnie du Luxembourg qui est contrainte d'y renoncer en 1862 sans avoir commencé les travaux. La Compagnie du chemin de fer de Tamines à Landen est constituée pour reprendre cette concession en déchéance.
Elle met en service la section de Fleurus à Landen le 15 octobre 1865 et devient l'une des compagnies privées regroupées au sein de la Société générale d'exploitation de chemins de fer mais une situation financière compliquée repousse la fin des travaux (sections Tamines - Fleurus et Namur - Ramillies) repousse la fin des travaux à 1868 et 1869 pour la ligne 142 de Namur à Tirlemont.
Dès 1870, le gouvernement belge négocie le démantèlement de la SGE moyennant le rachat de 600 km de lignes, dont l'entièreté du Tamines-Landen et l'adjudication sa société actionnaire principale (les Bassins houillers) d'une série de lignes dans toute la Belgique qui seraient construites à forfait puis remises à l’État. Le rachat par les Chemins de fer de l'État belge devient effectif le 1er janvier 1871.
Après le rachat de la SGE, l’État améliore les installations, construisant notamment un plus grand bâtiment des recettes en 1895. La mise à double voie cette section aurait eu lieu en 1926.
Après la Seconde Guerre mondiale, le trafic des lignes 142 et 147 va déclinant et la seconde voie est démontée entre Fleurus et Landen en 1948.
Le 4 octobre 1959 marque la fin des trains de voyageurs entre Fleurus et Landen et la fermeture d'une première section au-delà de Gembloux. À partir de 1963, Jauche devient le terminus de la ligne venant de Landen. Les trains de marchandises finissent de desservir Orp-Jauche en 1971 et les rails sont retirés en 1989 après avoir été conservés pour des raisons stratégiques.

## Patrimoine ferroviaire
Le premier bâtiment des recettes qui servira plus tard d'annexe avant d'être démoli est petite construction en briques sans étage de trois travées qui s'apparente à un édifice similaire visible en gare de Lincent dont l'absence de logement de fonction contraignait le chef de gare à résider à l'écart de la station. Seul le bâtiment qui le remplaça en 1895 est conservé accueillant une agence du Crelan et des assurances Smart. Les façades sont en état proche de l'origine mais les portes et fenêtres (encore d'époque en 1993) ont été remplacées.

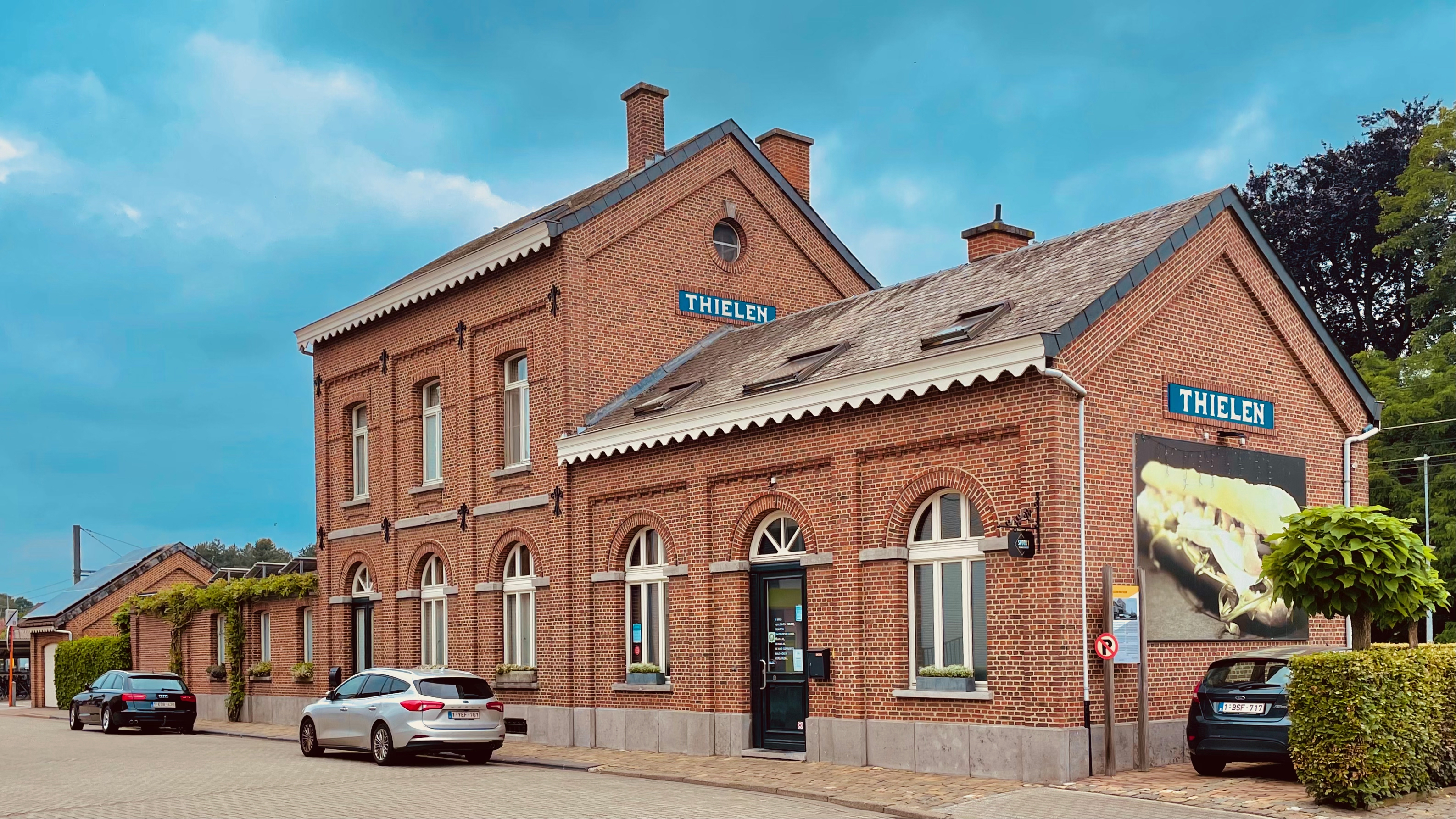
Le bâtiment de la gare de Tielen (type 1881 à trois travées) est similaire à celui d'Orp.

Ce type standardisé a été construit dans 84 gares dans toute la Belgique entre 1880 et 1899, souvent en remplacement de structures plus anciennes. La façade est entièrement en briques avec des pilastres, encadrement et frises décoratives ; la pierre étant utilisée pour les soubassements, seuils de fenêtres ainsi qu'un bandeau décoratif courant au niveau du rez-de-chaussée. Il se compose d'un corps de logis à étage accueillant le bureau et le guichet ; d'une aile de trois travées servant à l'accueil des voyageurs et d'une aile de service à toit plat de trois petites travées (portée à cinq par la suite et dotée d'un toit pentu par ses nouveaux propriétaires) qui servait de dépendances et accueillait plusieurs locaux de service et les toilettes de la gare.
La gare de Jauche est l'un des autres exemples de bâtiments de ce type sur la ligne 147 (plus fortement altéré après son changement de fonction).